# Speyeria boharti
Speyeria boharti är en fjärilsart som beskrevs av Gunder 1929. Speyeria boharti ingår i släktet Speyeria och familjen praktfjärilar. Inga underarter finns listade i Catalogue of Life.